# Marcio Veloz Maggiolo
Marcio Veloz Maggiolo (Santo Domingo, 13 de agosto de 1936-Ibidem, 10 de abril de 2021) fue un escritor, arqueólogo y antropólogo dominicano. Autor prolífico, tanto de temas académicos como literarios, sus obras han sido traducidas al alemán, inglés, italiano y francés.

## Biografía
Pasó su infancia y adolescencia en Santo Domingo, donde cursó sus estudios primarios y secundarios. Obtuvo el título de bachiller en 1957 y, en 1962, se licenció en Filosofía y Letras en la Universidad Autónoma de Santo Domingo (UASD). En 1970, obtuvo un doctorado en Historia de América en la Universidad Complutense de Madrid. También realizó estudios de periodismo en Ecuador.
A lo largo de su carrera profesional, desempeñó diversos cargos relevantes en el ámbito académico y cultural. Fue director del Departamento de Antropología e Historia de la Universidad Autónoma de Santo Domingo, Subsecretario de Estado de Cultura, y director de investigaciones en el Museo del Hombre Dominicano y en el Museo de las Casas Reales. Además, representó a la República Dominicana como embajador en México, Perú y Italia (Roma).

## Obra poética
- El sol y las cosas. Ciudad Trujillo: Colección Arquero, 1957.
- Intus. Santo Domingo: Colección Arquero, 1962.
- La palabra reunida. San Pedro de Macorís: Universidad Central del Este,1982.
- Apearse la máscara. Santo Domingo: Biblioteca Nacional, 1986. Lo escribió uno de los hijo de Dios .

## Novelas y cuentos
- El buen ladrón. Ciudad Trujillo: Colección Arquero, 1960.
- El prófugo. Santo Domingo: Ediciones Brigadas Dominicanas, 1962.
- Judas: Editora Librería Dominicana, 1962.
- Creonte: seis relatos. Santo Domingo: Colección Arquero, 1963.
- La vida no tiene nombre. Santo Domingo: Colección Testimonio, 1965.
- Los ángeles de huesos. Santo Domingo: Editora Arte y Cine, 1967.
- De abril en adelante. Santo Domingo: Editora Taller, 1975.
- De donde vino la gente. Santo Domingo: Editora Alfa y Omega, 1978.
- Biografía difusa de Sombra Castañeda. Santo Domingo: Editora Taller, 1980.
- Novelas cortas. Santo Domingo: Editora Alfa y Omega, 1980.
- La fértil agonía del amor. Santo Domingo: Editora Taller, 1982
- Florbella. Santo Domingo: Editora Taller, 1986.
- Cuentos, recuentos y casi cuentos. Santo Domingo: Editora Taller, 1986.
- Materia prima. Santo Domingo: Fundación Cultural Dominicana, 1988.
- Ritos de cabaret, 1991.
- El jefe iba descalzo, 1993. Santo Domingo
- El hombre del acordeón, Ed. Siruela, 2003
- La mosca soldado, Ed. Siruela, 2003
- La Verdadera Historia de Aladino: Editora Santillana Alfaguara 2007
- Ladridos de luna llena, 2008. Ediciones SM
- Memoria tremens, 2009.

## Ensayista
Maggiolo desarrolló una amplia labor como escritor de ensayos sobre temas históricos y antropológicos.  Entre sus publicaciones podemos citar especialmente la "Arqueología prehistórica de Santo Domingo"  (Singapore, New York: McGraw-Hill, 1972) considerado el compendio más completo de arqueología precolombina de la isla.
• La isla de Santo Domingo antes de Colón. Santo Domingo: Banco Central de la República Dominicana, 1993.

## Fallecimiento
Falleció el 10 de abril de 2021, luego de varias semanas ingresado en el área de cuidados intensivos del Centro de Diagnósticos, Medicina Avanzada y Telemedicina (CEDIMAT), Santo Domingo,  tras ser diagnosticado con COVID19. El presidente de la República Dominicana, Luis Abinader, declaró día de duelo nacional el lunes 12 de abril de 2021, con motivo del fallecimiento del escritor.